# Copa Mundial de Fútbol Sub-17 de 1997
La Copa Mundial Sub-17 de la FIFA Egipto 1997 (en inglés: 4th U-17 World Championship for the FIFA/JVC Cup-Egypt 1997) fue la VII edición de la Copa Mundial de Fútbol Sub-17. El torneo se realizó en Egipto, entre el 4 y 21 de septiembre de 1997.

## Sedes
| Ciudad      | Estadio                           | Capacidad |
| ----------- | --------------------------------- | --------- |
| El Cairo    | Estadio Internacional de El Cairo | 74.000    |
| Ismailia    | Estadio de Ismailia               | 16.500    |
| Alejandría  | Estadio de Alejandría             | 20.000    |
| Puerto Saíd | Estadio de Puerto Saíd            | 22.000    |

## Equipos participantes
En cursiva, los equipos debutantes en la Copa Mundial de Fútbol Sub-17.
| Equipos participantes | Equipos participantes | Equipos participantes | Equipos participantes | Equipos participantes |
| --------------------- | --------------------- | --------------------- | --------------------- | --------------------- |
| Alemania              | Brasil                | España                | México                |                       |
| Argentina             | Chile                 | Estados Unidos        | Nueva Zelanda         |                       |
| Austria               | Costa Rica            | Ghana                 | Omán                  |                       |
| Baréin                | Egipto                | Malí                  | Tailandia             |                       |

## Resultados

### Primera fase

#### Grupo A
| Equipo    | Pts | PJ | PG | PE | PP | GF | GC | Dif |
| --------- | --- | -- | -- | -- | -- | -- | -- | --- |
| Alemania  | 7   | 3  | 2  | 1  | 0  | 5  | 1  | 4   |
| Egipto    | 5   | 3  | 1  | 2  | 0  | 5  | 4  | 1   |
| Chile     | 4   | 3  | 1  | 1  | 1  | 7  | 4  | 3   |
| Tailandia | 0   | 3  | 0  | 0  | 3  | 4  | 12 | -8  |

| 4 de septiembre de 1997, 20:30 | Egipto                       | 3:2 (1:1) | Tailandia                   | Estadio Internacional, El Cairo                              |                                                              |
|                                | Belal 16', 45+1' · Arabi 65' |           | Tongdee 30' · Suksomkit 67' | Asistencia: 70.000 espectadores Árbitro(s): Horacio Elizondo | Asistencia: 70.000 espectadores Árbitro(s): Horacio Elizondo |

| 5 de septiembre de 1997, 20:30 | Chile | 0:1 (0:0) | Alemania  | Estadio Internacional, El Cairo                        |                                                        |
|                                |       |           | Adzic 81' | Asistencia: 10.000 espectadores Árbitro(s): Ian McLeod | Asistencia: 10.000 espectadores Árbitro(s): Ian McLeod |

| 7 de septiembre de 1997, 18:15 | Egipto   | 1:1 (1:0) | Chile          | Estadio Internacional, El Cairo                             |                                                             |
|                                | Abou 37' |           | Villalobos 69' | Asistencia: 75.000 espectadores Árbitro(s): Gilberto Alcalá | Asistencia: 75.000 espectadores Árbitro(s): Gilberto Alcalá |

| 7 de septiembre de 1997, 20:30 | Tailandia | 0:3 (0:1) | Alemania                             | Estadio Internacional, El Cairo                                 |                                                                 |
|                                |           |           | Deisler 27' · Kehl 63' · Hofmann 67' | Asistencia: 40.000 espectadores Árbitro(s): Victorino Rodríguez | Asistencia: 40.000 espectadores Árbitro(s): Victorino Rodríguez |

| 10 de septiembre de 1997, 20:30 | Egipto  | 1:1 (0:0) | Alemania | Estadio Internacional, El Cairo                                      |                                                                      |
|                                 | Ezz 66' |           | Auer 76' | Asistencia: 80.000 espectadores Árbitro(s): Wilson de Souza Mendonça | Asistencia: 80.000 espectadores Árbitro(s): Wilson de Souza Mendonça |

| 10 de septiembre de 1997, 20:30 | Tailandia                     | 2:6 (1:1) | Chile                                                                              | Estadio de Ismailia, Ismailia                           |                                                         |
|                                 | Matong 45+2' · Suksomkint 82' |           | Viveros 41', 62' · Maldonado 52' (pen.) · Mirosevic 67' · Álvarez 83' · Zúñiga 89' | Asistencia: 2.500 espectadores Árbitro(s): Jacek Granat | Asistencia: 2.500 espectadores Árbitro(s): Jacek Granat |

#### Grupo B
| Equipo        | Pts | PJ | PG | PE | PP | GF | GC | Dif |
| ------------- | --- | -- | -- | -- | -- | -- | -- | --- |
| España        | 9   | 3  | 3  | 0  | 0  | 17 | 2  | 15  |
| Malí          | 6   | 3  | 2  | 0  | 1  | 7  | 2  | 5   |
| México        | 3   | 3  | 1  | 0  | 2  | 8  | 6  | 2   |
| Nueva Zelanda | 0   | 3  | 0  | 0  | 3  | 0  | 22 | -22 |

| 6 de septiembre de 1997, 18:15 | Nueva Zelanda | 0:4 (0:1) | Mali                                     | Estadio de Ismailia, Ismailia                           |                                                         |
|                                |               |           | Guindo 33' · Diarra 64' · Keita 70', 88' | Asistencia: 9.000 espectadores Árbitro(s): Jacek Granat | Asistencia: 9.000 espectadores Árbitro(s): Jacek Granat |

| 6 de septiembre de 1997, 20:30 | México                    | 2:3 (0:1) | España                             | Estadio de Ismailia, Ismailia                                        |                                                                      |
|                                | Arce 66' · Santibañez 66' |           | David 14', 84' (pen.) · Mateos 31' | Asistencia: 12.000 espectadores Árbitro(s): Wilson De Souza Mendonça | Asistencia: 12.000 espectadores Árbitro(s): Wilson De Souza Mendonça |

| 8 de septiembre de 1997, 20:30 | Nueva Zelanda | 0:5 (0:4) | México                                                         | Estadio de Ismailia, Ismailia                                    |                                                                  |
|                                |               |           | Martínez 12' · Salcédo 32' · Gómez 41', 45+2' · Santibañez 85' | Asistencia: 7.500 espectadores Árbitro(s): Abdul Aziz Al Dokhail | Asistencia: 7.500 espectadores Árbitro(s): Abdul Aziz Al Dokhail |

| 8 de septiembre de 1997, 18:15 | Mali | 0:1 (0:0) | España    | Estadio de Ismailia, Ismailia                               |                                                             |
|                                |      |           | David 85' | Asistencia: 6.000 espectadores Árbitro(s): Horacio Elizondo | Asistencia: 6.000 espectadores Árbitro(s): Horacio Elizondo |

| 11 de septiembre de 1997, 20:30                     | Nueva Zelanda | 0:13 (0:6) | España | Estadio de Ismailia, Ismailia                                            |                                                                          |
|                                                     |               |            | Sánchez 23', 29' · Mateos 28', 64' · Sergio 36' (pen.) · David 43', 45+3', 47', 49' · Royo 62' · Ander 71' · Corona 87' · López 90+1' | Asistencia: 5.000 espectadores Árbitro(s): Abdulhamid Radwan Abdulkareem | Asistencia: 5.000 espectadores Árbitro(s): Abdulhamid Radwan Abdulkareem |
| Máxima goleada en la historia de esta competición.. |               |            | |                                                                          |                                                                          |

| 11 de septiembre de 1997, 20:30 | México    | 1:3 (0:1) | Mali                           | Estadio Internacional, El Cairo                         |                                                         |
|                                 | Pérez 64' |           | Coulibaly 40' · Keita 54', 85' | Asistencia: 6.000 espectadores Árbitro(s): Lubos Michel | Asistencia: 6.000 espectadores Árbitro(s): Lubos Michel |

#### Grupo C
| Equipo         | Pts | PJ | PG | PE | PP | GF | GC | Dif |
| -------------- | --- | -- | -- | -- | -- | -- | -- | --- |
| Brasil         | 9   | 3  | 3  | 0  | 0  | 13 | 1  | 12  |
| Omán           | 6   | 3  | 2  | 0  | 1  | 8  | 4  | 4   |
| Estados Unidos | 3   | 3  | 1  | 0  | 2  | 4  | 7  | -3  |
| Austria        | 0   | 3  | 0  | 0  | 3  | 1  | 14 | -13 |

| 6 de septiembre de 1997, 13:45 | Omán                                           | 4:0 (2:0) | Estados Unidos | Estadio de Alejandría, Alejandría                                |                                                                  |
|                                | Al Harbi 15' · Mukhaini 39' · Mohamed 46', 52' |           |                | Asistencia: 20.000 espectadores Árbitro(s): Mario Sánchez Yantén | Asistencia: 20.000 espectadores Árbitro(s): Mario Sánchez Yantén |

| 6 de septiembre de 1997, 16:00 | Austria | 0:7 (0:5) | Brasil | Estadio de Alejandría, Alejandría                                         |                                                                           |
|                                |         |           | Diogo 8' · Fábio Pinto 13' · Geovanni 16' · Ferrugem 38' · Matuzalem 44' · Ronaldinho 75' (pen.) · Anailson 85' (pen.) | Asistencia: 20.000 espectadores Árbitro(s): Abdulhamid Radwan Abdulkareem | Asistencia: 20.000 espectadores Árbitro(s): Abdulhamid Radwan Abdulkareem |

| 8 de septiembre de 1997, 16:00 | Omán                             | 3:1 (2:0) | Austria       | Estadio de Alejandría, Alejandría                           |                                                             |
|                                | Nairooz 18' · Mohamed 45+1', 69' |           | Ziervogel 74' | Asistencia: 19.000 espectadores Árbitro(s): Eugene Brazzale | Asistencia: 19.000 espectadores Árbitro(s): Eugene Brazzale |

| 8 de septiembre de 1997, 13:45 | Estados Unidos | 0:3 (0:0) | Brasil                                   | Estadio de Alejandría, Alejandría                        |                                                          |
|                                |                |           | Jorginho 66' · Adiel 85' · Matuzalem 90' | Asistencia: 19.000 espectadores Árbitro(s): Rene Temmink | Asistencia: 19.000 espectadores Árbitro(s): Rene Temmink |

| 11 de septiembre de 1997, 16:00 | Omán        | 1:3 (0:0) | Brasil                                        | Estadio de Alejandría, Alejandría                           |                                                             |
|                                 | Mohamed 53' |           | Jorginho 50' · Fábio Pinto 66' · Geovanni 84' | Asistencia: 20.000 espectadores Árbitro(s): Gilberto Alcalá | Asistencia: 20.000 espectadores Árbitro(s): Gilberto Alcalá |

| 11 de septiembre de 1997, 16:00 | Estados Unidos                             | 4:0 (1:0) | Austria | Estadio de Puerto Saíd, Puerto Saíd                                |                                                                    |
|                                 | Rupsis 6' · Twellman 56', 67' · Totten 82' |           |         | Asistencia: 4.000 espectadores Árbitro(s): Mamadouba Engage Camara | Asistencia: 4.000 espectadores Árbitro(s): Mamadouba Engage Camara |

#### Grupo D
| Equipo     | Pts | PJ | PG | PE | PP | GF | GC | Dif |
| ---------- | --- | -- | -- | -- | -- | -- | -- | --- |
| Ghana      | 7   | 3  | 2  | 1  | 0  | 7  | 1  | 6   |
| Argentina  | 7   | 3  | 2  | 1  | 0  | 3  | 0  | 3   |
| Baréin     | 3   | 3  | 1  | 0  | 2  | 4  | 8  | -4  |
| Costa Rica | 0   | 3  | 0  | 0  | 3  | 1  | 6  | -5  |

| 5 de septiembre de 1997, 13:45 | Argentina | 0:0 | Ghana | Estadio de Puerto Saíd, Puerto Saíd                |  |
|                                |           |     |       | Asistencia: 30.000 espectadores Árbitro(s): Lu Jun |  |

| 5 de septiembre de 1997, 16:00 | Costa Rica   | 1:3 (0:0) | Baréin                                          | Estadio de Puerto Saíd, Puerto Saíd                                 |                                                                     |
|                                | Esquivel 67' |           | Abdul Rahman 64' (pen.) · Amer 79' · Rashed 84' | Asistencia: 20.000 espectadores Árbitro(s): Mamadouba Engage Camara | Asistencia: 20.000 espectadores Árbitro(s): Mamadouba Engage Camara |

| 7 de septiembre de 1997, 16:00 | Argentina    | 1:0 (0:0) | Costa Rica | Estadio de Puerto Saíd, Puerto Saíd                     |                                                         |
|                                | Galletti 59' |           |            | Asistencia: 10.000 espectadores Árbitro(s): Terje Hauge | Asistencia: 10.000 espectadores Árbitro(s): Terje Hauge |

| 7 de septiembre de 1997, 13:45 | Ghana                                                   | 5:1 (2:0) | Baréin   | Estadio de Puerto Saíd, Puerto Saíd                      |                                                          |
|                                | Eku 5' · Ansah 8' · Afriyie 52' · Quaye 77' · Abbey 89' |           | Amer 71' | Asistencia: 20.000 espectadores Árbitro(s): Lubos Michel | Asistencia: 20.000 espectadores Árbitro(s): Lubos Michel |

| 10 de septiembre de 1997, 13:45 | Argentina                   | 2:0 (1:0) | Baréin | Estadio de Puerto Saíd, Puerto Saíd                    |                                                        |
|                                 | Marchant 42' · Marchano 72' |           |        | Asistencia: 10.000 espectadores Árbitro(s): Ian McLeod | Asistencia: 10.000 espectadores Árbitro(s): Ian McLeod |

| 10 de septiembre de 1997, 13:45 | Ghana                  | 2:0 (1:0) | Costa Rica | Estadio de Alejandría, Alejandría                               |                                                                 |
|                                 | Quaye 12' · Coffie 61' |           |            | Asistencia: 8.000 espectadores Árbitro(s): Mario Sánchez Yantén | Asistencia: 8.000 espectadores Árbitro(s): Mario Sánchez Yantén |

### Segunda fase
|  | Cuartos de final              | Cuartos de final           |                            |          | Semifinales  | Semifinales  |  |  | Final                 | Final |
|  |                               |                            |                            |          |              |              |  |  |                       |       |
|  | Alejandría, 14 de septiembre  |                            |                            |          |              |              |  |  |                       |       |
|  |                               |                            |                            |          |              |              |  |  |                       |       |
|  | Brasil                        | 2                          |                            |          |              |              |  |  |                       |       |
|  | Brasil                        | 2                          | Ismailia, 18 de septiembre |          |              |              |  |  |                       |       |
|  | Argentina                     | 0                          |                            |          |              |              |  |  |                       |       |
|  | Argentina                     | 0                          | Brasil                     | 4        |              |              |  |  |                       |       |
|  | El Cairo, 14 de septiembre    |                            | Brasil                     | 4        |              |              |  |  |                       |       |
|  |                               | Alemania                   | 0                          |          |              |              |  |  |                       |       |
|  | Alemania (pen.)               | Alemania                   | 0                          | 0 (4)    |              |              |  |  |                       |       |
|  | Alemania (pen.)               |                            | El Cairo, 21 de septiembre | 0 (4)    |              |              |  |  |                       |       |
|  | Malí                          | 0 (3)                      |                            |          |              |              |  |  |                       |       |
|  | Malí                          | 0 (3)                      | Brasil                     | 2        |              |              |  |  |                       |       |
|  | Puerto Saíd, 15 de septiembre |                            | Brasil                     | 2        |              |              |  |  |                       |       |
|  |                               | Ghana                      | 1                          |          |              |              |  |  |                       |       |
|  | Ghana                         | Ghana                      | 1                          | 4        |              |              |  |  |                       |       |
|  | Ghana                         | El Cairo, 18 de septiembre |                            | 4        |              |              |  |  |                       |       |
|  | Omán                          | 1                          |                            |          |              |              |  |  |                       |       |
|  | Omán                          | 1                          | Ghana                      | 2        | Tercer lugar | Tercer lugar |  |  |                       |       |
|  | Ismailia, 15 de septiembre    |                            | Ghana                      | 2        |              |              |  |  |                       |       |
|  |                               | España                     | 1                          |          |              |              |  |  |                       |       |
|  | España                        | España                     | 1                          | 2        | España       | 2            |  |  |                       |       |
|  | España                        |                            |                            | 2        | España       | 2            |  |  |                       |       |
|  | Egipto                        | 1                          |                            | Alemania | 1            |              |  |  |                       |       |
|  | Egipto                        | 1                          |                            |          | 1            |              |  |  |                       |       |
|  |                               |                            |                            |          |              |              |  |  | El Cairo, 23 de julio |       |
|  |                               |                            |                            |          |              |              |  |  |                       |       |

#### Cuartos de final
| 14 de septiembre de 1997, 16:00 | Brasil               | 2:0 (1:0) | Argentina | Estadio de Alejandría, Alejandría                        |                                                          |
|                                 | Fábio Pinto 44', 83' |           |           | Asistencia: 20.000 espectadores Árbitro(s): Jacek Granat | Asistencia: 20.000 espectadores Árbitro(s): Jacek Granat |

| 14 de septiembre de 1997, 20:30 | Alemania                              | 0:0 (t. s.)(4:3 p.)        | Mali                                             | Estadio Internacional, El Cairo                   |  |
|                                 |                                       |                            |                                                  | Asistencia: 7.000 espectadores Árbitro(s): Lu Jun |  |
|                                 |                                       | Tiros desde el punto penal |                                                  |                                                   |  |
|                                 | Adzic · Deisler · Miedl · Truckenbrod |                            | Y. Coulibaly · Camara · Guindo · Karambe · Keita |                                                   |  |

| 15 de septiembre de 1997, 16:00 | Ghana                                                         | 4:1 (2:0) | Omán        | Estadio de Puerto Saíd, Puerto Saíd                      |                                                          |
|                                 | Al Mukhaini 25' (a.g.) · Coffie 42' · Afriyie 79' · Quaye 88' |           | Al Amri 67' | Asistencia: 15.000 espectadores Árbitro(s): Rene Temmink | Asistencia: 15.000 espectadores Árbitro(s): Rene Temmink |

| 15 de septiembre de 1997, 20:30 | España                   | 2:1 (1:1) | Egipto    | Estadio de Ismailia, Ismailia                                   |                                                                 |
|                                 | Sergio 28' · Camacho 66' |           | Belal 31' | Asistencia: 13.500 espectadores Árbitro(s): Victorino Rodríguez | Asistencia: 13.500 espectadores Árbitro(s): Victorino Rodríguez |

#### Semifinales
| 18 de septiembre de 1997, 16:00 | Brasil                                                         | 4:0 (1:0) | Alemania | Estadio de Ismailia, Ismailia                         |                                                       |
|                                 | Adiel 4' · Geovanni 85' · Ferrugem 86' · Ronaldinho 88' (pen.) |           |          | Asistencia: 8.500 espectadores Árbitro(s): Ian McLeod | Asistencia: 8.500 espectadores Árbitro(s): Ian McLeod |

| 18 de septiembre de 1997, 20:30 | España    | 1:2 (1:0) | Ghana                          | Estadio Internacional, El Cairo                                 |                                                                 |
|                                 | Sousa 35' |           | Attram 47' · Owusu Afriyie 79' | Asistencia: 4.000 espectadores Árbitro(s): Mario Sánchez Yantén | Asistencia: 4.000 espectadores Árbitro(s): Mario Sánchez Yantén |

#### Tercer lugar
| 21 de septiembre de 1997, 15:30 | Alemania         | 1:2 (0:1) | España                       | Estadio Internacional, El Cairo                                |                                                                |
|                                 | Adzic 59' (pen.) |           | Ander 30' · Sousa 85' (pen.) | Asistencia: 8.000 espectadores Árbitro(s): Victorino Rodríguez | Asistencia: 8.000 espectadores Árbitro(s): Victorino Rodríguez |

#### Final
| 21 de septiembre de 1997, 18:15 | Brasil                     | 2:1 (0:1) | Ghana       | Estadio Internacional, El Cairo                         |                                                         |
|                                 | Matuzalém 63' · Andrey 87' |           | Afriyie 39' | Asistencia: 35.000 espectadores Árbitro(s): Terje Hauge | Asistencia: 35.000 espectadores Árbitro(s): Terje Hauge |

#### Campeón
| Brasil                   |
| Campeón Brasil 1° título |

## Posiciones Finales
| Equipo | Equipo         | Pts | PJ | PG | PE | PP | GF | GC | Dif |
| ------ | -------------- | --- | -- | -- | -- | -- | -- | -- | --- |
| 1      | Brasil         | 18  | 6  | 6  | 0  | 0  | 21 | 2  | 19  |
| 2      | Ghana          | 13  | 6  | 4  | 1  | 1  | 14 | 5  | 9   |
| 3      | España         | 15  | 6  | 5  | 0  | 1  | 22 | 6  | 16  |
| 4      | Alemania       | 10  | 6  | 3  | 1  | 2  | 6  | 7  | -1  |
| 5      | Malí           | 7   | 4  | 2  | 1  | 1  | 7  | 2  | 5   |
| 6      | Argentina      | 7   | 4  | 2  | 1  | 1  | 3  | 2  | 1   |
| 7      | Omán           | 6   | 4  | 2  | 0  | 2  | 9  | 8  | 1   |
| 8      | Egipto         | 5   | 4  | 1  | 2  | 1  | 6  | 6  | 0   |
| 9      | Chile          | 4   | 3  | 1  | 1  | 1  | 7  | 4  | 3   |
| 10     | México         | 3   | 3  | 1  | 0  | 2  | 8  | 6  | 2   |
| 11     | Estados Unidos | 3   | 3  | 1  | 0  | 2  | 4  | 7  | -3  |
| 12     | Baréin         | 3   | 3  | 1  | 0  | 2  | 4  | 8  | -4  |
| 13     | Costa Rica     | 0   | 3  | 0  | 0  | 3  | 1  | 6  | -5  |
| 14     | Tailandia      | 0   | 3  | 0  | 0  | 3  | 4  | 12 | -8  |
| 15     | Austria        | 0   | 3  | 0  | 0  | 3  | 1  | 14 | -13 |
| 16     | Nueva Zelanda  | 0   | 3  | 0  | 0  | 3  | 0  | 22 | -22 |

## Goleadores
| Jugador       | Selección | Goles |
| ------------- | --------- | ----- |
| David         | España    | 7     |
| Hashim Saleh  | Omán      | 5     |
| Seydou Keita  | Malí      | 4     |
| Owusu Afriyie | Ghana     | 4     |
| Fabio Pinto   | Brasil    | 4     |